# Эрич, Елена
Елена Эрич (серб. Jelena Erić / Јелена Ерић, родилась 12 октября 1979 в Нови-Саде) — сербская гандболистка, левая защитница и полусредняя.

## Карьера

### Клубная
Начинала карьеру в командах «Раднички» (Белград) и «Князь Милош» В сезоне 2005/2006 переехала в Данию в команду «Кольдинг». В первом же сезоне стала лучшим бомбардиров в чемпионате, в сезоне 2007/2008 заняла 2-е место в гонке бомбардиров и попала в сборную звёзд. В 2009 году перешла в стан конкурентов — «Рандерс», выиграв с ним Кубок ЕГФ. В 2011 году приехала в Сербию в «Заечар». Летом 2012 года перешла в «Астраханочку». В конце сезона 2013/2014 появились сообщения об уходе Елены из «Астраханочки».

### В сборной
За сборную Сербии (с 2006 года) Елена провела 88 игр и забила 179 голов. На чемпионате мира 2013 года была включена в состав команды, завоевала серебряную медаль. Выигрывала серебряную медаль Средиземноморских игр 2005.

## Личная жизнь
Муж Елены — Милан Раконьяц, игрок в мини-футбол, выступает в чемпионате России за астраханскую команду «Таможня».